# 120BPM
《120BPM》(프랑스어: 120 battements par minute)은 2017년 8월 개봉한 프랑스의 드라마 영화이다. 로뱅 캉피요가 감독과 각본을 맡았으며, 필리프 마녜오 역시 각본에 참여했다. 1990년대 프랑스를 배경으로 하며, 동성애와 에이즈를 소재로 한 영화이다. 2017 칸 영화제 그랑프리 수상작이다. 제43회 세자르상 작품상·각본상 수상작이다.

## 줄거리
1990년대 초, 액트 업 파리 지부와 관련된 일단의 후천면역결핍증후군 운동가들은 에이즈 전염병과 싸우기 위한 행동을 촉구하려고 노력한다. 프랑스 정부는 후천면역결핍증후군 환자들을 지원하겠다는 의사를 밝혔지만, 액트 업은 그들의 더딘 속도에 반대하는 공개 시위를 벌이고 정부가 바이러스 퇴치 노력을 검열하고 축소하고 있다고 비난한다. 제약회사 멜튼 팜이 내년 주요 제약 학회에서 후천면역결핍증후군 임상 시험 결과를 발표할 계획을 발표하자, 액트 업은 가짜 피를 들고 사무실을 침범하여 즉시 임상 시험 결과를 발표할 것을 요구한다. 액트 업은 공개 시위로 어느 정도 진전을 보이지만, 단원들은 전시성과 설득이라는 상충되는 목표와 긍정성과 비참함이라는 상충되는 미학으로 단체의 전략에 대해 맹렬히 논쟁한다. 액트 업은 에이즈 전염병이 만들어낸 우울하고 "좀비" 같은 분위기를 한탄하며 예년보다 더 효과적인 게이 프라이드 퍼레이드를 계획하기 위해 고군분투한다.
영화는 급진적 요소들이 더 직접적인 행동을 요구하고 다른 이들은 과학자들을 회의에 데려와 더 빨리 결과를 전달하게 하려는 많은 대규모 회의를 보여준다. 청각 장애인은 직접 행동과 연구실과의 회의를 동시에 할 수 있다고 지적한다. 그러나 곧 일부 급진주의자들은 수혈을 통해 후천면역결핍증후군에 감염된 십대 소년의 어머니인 헬렌을 공격한다. 헬렌은 혈액 검사 부실 처리(그녀의 아들이 후천면역결핍증후군에 걸린 방식)로 정치인들이 재판을 받고 수감되어야 한다고 주장했다. 일부에게 이것은 액트 업의 원칙에 위배되는데, 감옥은 사람들이 후천면역결핍증후군에 걸리는 안전하지 않은 장소이기 때문이다. 이 그룹은 항상 논쟁하는 것처럼 보인다.
영화는 점차 액트 업의 행동에 대한 정치적 줄거리에서 액트 업 단원들의 개인적인 이야기로 전환된다. 영화의 후반 사건을 예고하듯이, 그룹 내에서 후천면역결핍증후군을 앓고 있는 젊은 제레미는 건강이 급격히 악화되는 것을 목격한다. 그의 희망에 따라, 그룹은 그가 죽은 후 거리에서 행진하며 그의 이름과 얼굴을 에이즈 희생자 대열에 올린다. 후천면역결핍증후군을 앓지 않는 게이 남성인 신참 나단은 후천면역결핍증후군 양성인 열정적인 베테랑 숀과 사랑에 빠지기 시작한다. 나단과 숀은 성적인 관계를 시작하고 그들의 성적 이력을 이야기한다. 숀은 16살 때 기혼 수학 교사로부터 후천면역결핍증후군에 걸렸다. 숀은 이미 질병 진행의 징후를 보이고 있으며 곧 그의 T-세포 수는 160으로 떨어진다. 나단은 숀이 악화됨에 따라 그를 돌보겠다고 제안한다. 숀이 병원에서 나단의 아파트로 말기 치료를 위해 퇴원했을 때, 나단은 그를 안락사시킨다. 액트 업은 그들의 집에서 추모식을 개최한다. 숀의 희망에 따라, 나중에 그들은 건강 보험 학회를 침범하여 회의 참석자와 그들의 음식에 그의 재를 뿌린다.

## 출연
- 나우엘 페레즈 비스카야트 - 션 역
- 아르노 발로아 - 나톤 역
- 아델 에넬 - 소피 역
- 앙투안 레나르츠 - 티보 역
- 알로이즈 소바주 - 이바 역
- 펠릭스 마리토 - 맥스 역
- 코랄리 루시에 - 뮤리엘 역
- 이브 헤크 - 프랑스어 교사 역